# Фицджеральд, Брайан
Брайан Фицджеральд — австралийский правовед и адвокат. Он специализируется на праве интеллектуальной собственности, информационных технологий и Интернета, был одним из пионеров преподавания информационного права в Австралии. До февраля 2012 года Фицджеральд был профессором Технологического университета Квинсленда, затем стал первым деканом факультета бизнеса и права в Австралийском католическом университете.

## Биография
Фицджеральд изучал искусство в Университете Гриффита и право в Технологическом университете Квинсленда, который окончил с отличием, затем учился в аспирантуре в Оксфордском университете (бакалавр гражданского права), Гарвардском университете (магистр права) и Университете Гриффита (доктор философии). В 1998 году он был признан лучшим выпускником года юридического факультета Технологического университета Квинсленда.
С 1998 по 2002 год Фицджеральд был руководителем школы права и правосудия Университета Южного Креста, а с 2002 по 2007 год он был руководителем школы права Технологического университета Квинсленда. С марта 2012 года он был исполнительным деканом права Австралийского католического университета, Мельбурн.
Фицджеральд является главным исследователем и руководителем программы по вопросам законодательства в Центре передового опыта творческих отраслей и инноваций. Он также руководит австралийским отделением проекта Creative Commons и Peer to Patent Australia и является членом проекта Доступ и использование информации государственного сектора. Он был руководителем Проекта права на открытый доступ к знаниям, изучал правовые аспекты открытого доступа к австралийскому научно-исследовательскому сектору и правовую базу для Электронного исследовательского проекта.
Его текущие проекты включают в себя работу по следующим вопросам: интеллектуальная собственность, область авторского права, цифровой контент и Интернет, авторское право и творческие отрасли в Китае, лицензирование открытого контента и Creative Commons, свободное и открытое программное обеспечение, исследование использования патентов, патентная информатика управления лицензированием, Science Commons, электронные исследования, лицензирование цифровых развлечений и антиобходные законы.
Профессор Фицджеральд был членом правительственной рабочей группы, созданной правительством Австралии в 2009 году. В декабре 2009 года группа представила свой доклад «Участвовать: Преуспевая с правительством 2.0».
Фицджеральд высказывался на тему авторского и смежных прав для The Sydney Morning Herald, The Science Show и The Law Report.

## Книги
- Internet and Ecommerce Law, Business and Policy (2011) ISBN 9780227962
- Cyberlaw: Cases and Materials on the Internet, Digital Intellectual Property and E Commerce (2002) ISBN 1-86316-208-9
- Jurisdiction and the Internet (2004) ISBN 0-455-21987-7
- Legal Issues Relating to Free and Open Source Software (2004) ISBN 0-9751394-0-1
- Intellectual Property in Principle (2004) ISBN 0-455-21894-3
- Internet and Ecommerce Law (2007) ISBN 978-0-455-22263-9
- Games and law: History, content, practice and law (2007) ISBN 1-920898-51-4
- Copyright Law, Digital Content and the Internet in the Asia Pacific (2008) ISBN 978-1-920898-72-4
- Legal Framework for e-Research: Realising the Potential (2008) ISBN 978-1-920898-93-9
- Going Digital 2000 (2000) ISBN 1-86316-150-3